# Серая кряква
Серая кряква, или Тихоокеанская чёрная кряква, или Австралийская чёрная кряква (лат. Anas superciliosa) – настоящая утка рода Речные утки (Anas).

## Распространение
Водится в большей части Индонезии, Новой Гвинеи, Австралии, Новой Зеландии и на многих островах юго-западной части Тихого океана, включая Каролинские острова на севере и Французскую Полинезию на востоке. В Новой Зеландии серую крякву называют «Pārera».
Эта общительная утка найдена во множестве заболоченных мест и её привычки гнездования очень похожи на привычки кряквы, которая вторгается в её район распространения в Новой Зеландии (Rhymer & Simberloff 1996).

## Описание
У серой кряквы тёмное тело, более бледная голова с тёмными короной и лицевыми полосами. Самец и самка по окраске оперения похожи. Размер в диапазоне 54—61 см; селезень больше самки, некоторые островные формы меньше и темнее, чем основные популяции. Она не живёт на Марианских островах, но иногда обитает там во время миграции. Теперь исчезнувшая марианская кряква была вероятно первоначально получена из гибрида между этим видом и кряквой, которая прилетела на острова во время миграции и обосновалась там.

## Питание
Она добывает корм, переворачиваясь вверх ногами, как другие утки рода речных уток.

## Подвиды
Существует два подвида Anas superciliosa: pelewensis — на юго-западе Тихого океана, на севере Новой Гвинеи, superciliosa (включая rogersi) — размножается в Индонезии, на юге Новой Гвинеи, в Австралии, в Новой Зеландии.

## Угрозы
Численность подвида в Новой Зеландии резко уменьшилась, во всяком случае в «чистом» виде из-за конкуренции и скрещивания с интродуцированной кряквой (Gillespie, 1985). Rhymer и др. (1994) говорят, что их данные «указывают на возможное исчезновение серой кряквы как отдельного вида в Новой Зеландии и преобладание гибридного вида, подобного марианской крякве».
Предположение о том, что больше селезней кряквы спаривалось с самками серой кряквы, чем наоборот, основывалось на том факте, что у большинства гибридов окраска оперения, как у кряквы, но это не верно; кажется, что фенотип кряквы доминирующий, но степень внесения в родословную гибрида не может быть определена по оперению (Rhyner и др. 1994). Главная причина уменьшения численности Pārera – физическое преобладание больших по размеру крякв в совокупности с отмеченным снижением численности  популяции Pārera за счет чрезмерной охоты на неё в середине  XX века (Williams & Basse 2006).

## Галерея

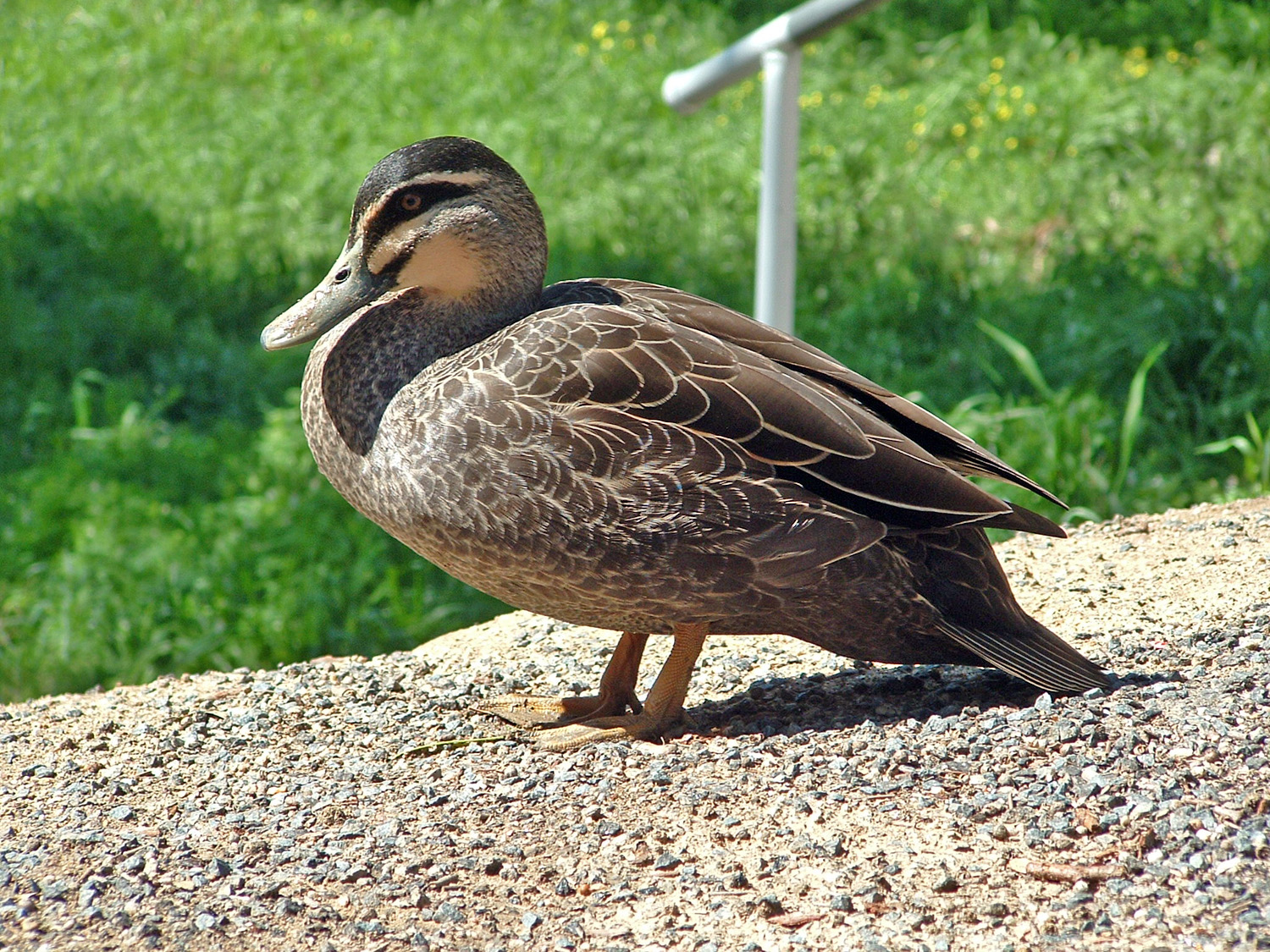
Взрослая птица
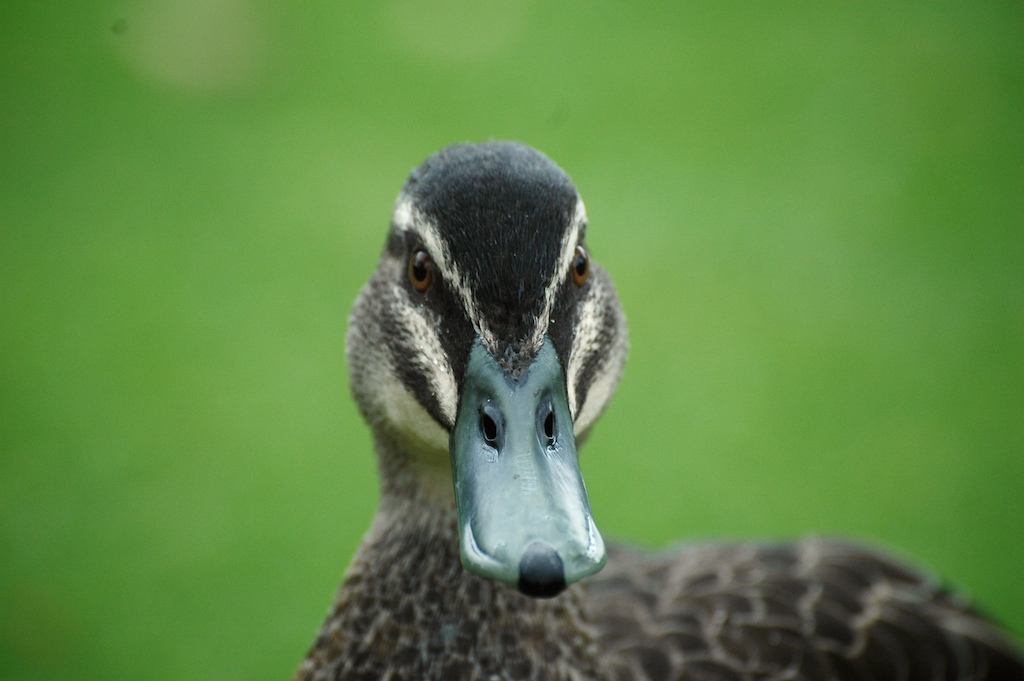
Голова
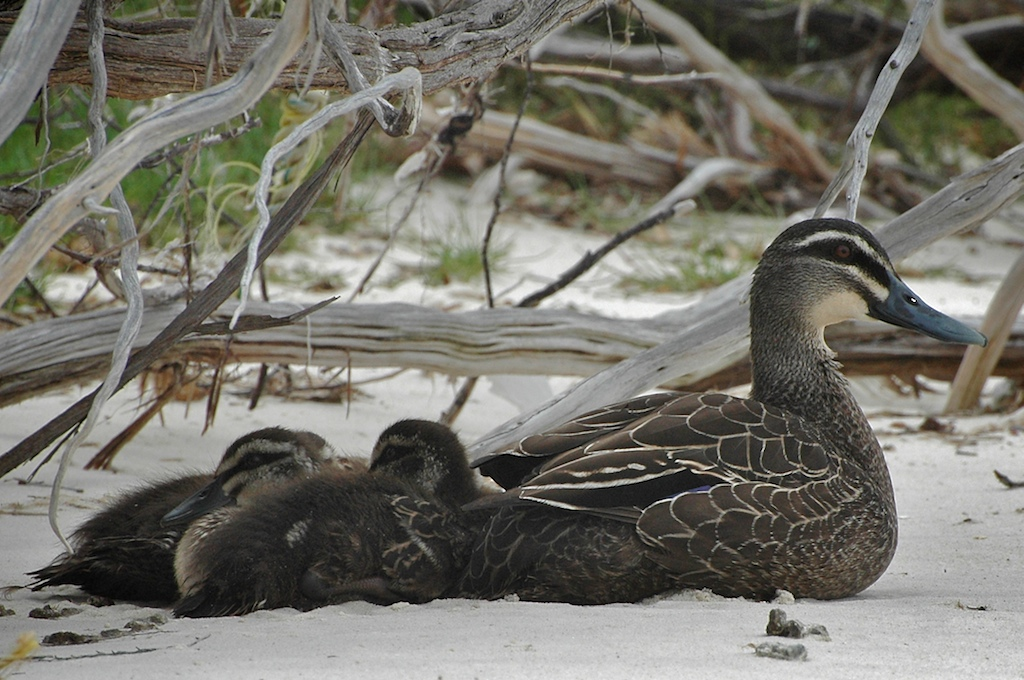
Серая кряква с утятами
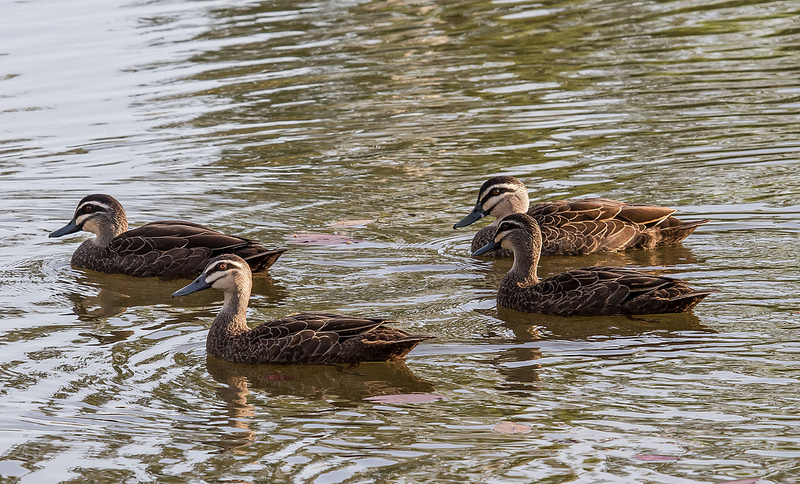
Плывущие утки

## Глобальные ссылки
- BirdLife Species Factsheet
- Parera, the grey duck
- Australian Museum fact sheet